# Diocesi di Xai-Xai
La diocesi di Xai-Xai (in latino: Dioecesis Xai-Xaiensis) è una sede della Chiesa cattolica in Mozambico suffraganea dell'arcidiocesi di Maputo. Nel 2022 contava 525.000 battezzati su 1.508.000 abitanti. È retta dal vescovo Lucio Andrice Muandula.

## Territorio
La diocesi comprende l'intera provincia di Gaza in Mozambico.
Sede vescovile è la città di Xai-Xai (chiamata João Belo fino al 1975), dove si trova la cattedrale di San Giovanni Battista.
Il territorio è suddiviso in 27 parrocchie.

## Storia
La diocesi di João Belo è stata eretta il 19 giugno 1970 con la bolla Sancta atque Evangelica di papa Paolo VI, ricavandone il territorio dall'arcidiocesi di Lourenço Marques (oggi arcidiocesi di Maputo).
Il 1º ottobre 1976 per effetto del decreto Cum Excellentissimus della Congregazione per l'evangelizzazione dei popoli ha assunto il nome attuale a seguito del cambio di nome della città sede della diocesi.

## Cronotassi dei vescovi
Si omettono i periodi di sede vacante non superiori ai 2 anni o non storicamente accertati.
- Félix Niza Ribeiro † (19 febbraio 1972 - 31 maggio 1976 dimesso)
- Júlio Duarte Langa (31 maggio 1976 - 12 luglio 2004 ritirato)
- Lucio Andrice Muandula, dal 24 giugno 2004

## Statistiche
La diocesi nel 2022 su una popolazione di 1.508.000 persone contava 525.000 battezzati, corrispondenti al 34,8% del totale.
| anno | popolazione | popolazione | popolazione | presbiteri | presbiteri | presbiteri | presbiteri                | diaconi | religiosi | religiosi | parrocchie |
| anno | battezzati  | totale      | %           | numero     | secolari   | regolari   | battezzati per presbitero | diaconi | uomini    | donne     | parrocchie |
| ---- | ----------- | ----------- | ----------- | ---------- | ---------- | ---------- | ------------------------- | ------- | --------- | --------- | ---------- |
| 1970 | 150.000     | 650.000     | 23,1        | 38         | 3          | 35         | 3.947                     |         |           |           |            |
| 1980 | 192.000     | 908.000     | 21,1        | 14         | 2          | 12         | 13.714                    |         | 13        | 29        | 18         |
| 1990 | 194.048     | 1.039.000   | 18,7        | 11         | 1          | 10         | 17.640                    |         | 12        | 34        | 18         |
| 1999 | 204.430     | 1.087.000   | 18,8        | 16         | 5          | 11         | 12.776                    |         | 16        | 35        | 34         |
| 2000 | 202.990     | 1.108.000   | 18,3        | 17         | 6          | 11         | 11.940                    |         | 11        | 51        | 34         |
| 2001 | 131.393     | 1.129.000   | 11,6        | 22         | 8          | 14         | 5.972                     |         | 14        | 67        | 22         |
| 2002 | 135.282     | 1.087.000   | 12,4        | 24         | 12         | 12         | 5.636                     |         | 15        | 47        | 28         |
| 2003 | 136.892     | 1.266.431   | 10,8        | 26         | 11         | 15         | 5.265                     |         | 15        | 58        | 34         |
| 2004 | 174.229     | 1.289.000   | 13,5        | 25         | 12         | 13         | 6.969                     |         | 16        | 49        | 21         |
| 2010 | 277.281     | 1.552.786   | 17,9        | 25         | 11         | 14         | 11.091                    |         | 16        | 63        | 26         |
| 2014 | 304.000     | 1.699.000   | 17,9        | 27         | 16         | 11         | 11.259                    |         | 13        | 54        | 27         |
| 2017 | 329.220     | 1.842.360   | 17,9        | 30         | 16         | 14         | 10.974                    |         | 16        | 94        | 28         |
| 2020 | 499.760     | 1.435.000   | 34,8        | 26         | 14         | 12         | 19.221                    |         | 15        | 129       | 27         |
| 2022 | 525.000     | 1.508.000   | 34,8        | 26         | 14         | 12         | 20.192                    |         | 15        | 129       | 27         |